# Tõnis Kint
Tõnis Kint (17 d'agost de 1896, Taevere, Comtat de Viljandi, Estònia - 5 de gener de 1991, Örnsköldsvik, Suècia) va ser un polític estonià. Va exercir com a primer ministre en funcions de President (en altres paraules, va ser el cap d'Estat d'Estònia a l'exili) del 23 de desembre 1970 fins a l'1 de març de 1990.
Des del 7 d'abril de 1938 va ser membre de la Cambra de Diputats i entre el 1953 i el 1963 Ministre d'Agricultura d'Estònia. Finalment, va ocupar el càrrec de Primer Ministre en funcions del Govern estonià a l'exili entre el 1963 i el 1970.